# Reinhard Hornung
Reinhard Hornung (* 1957 in Hamburg) ist ein deutscher Filmemacher. Nach dem Studium an der Hamburger Hochschule für Wirtschaft und Politik (HWP), mit dem Schwerpunkt Soziologie und neue Medien sowie einer Ausbildung bei verschiedenen Filmproduktionsfirmen, arbeitet Hornung seit 1987 als Filmemacher, vornehmlich für das öffentlich-rechtliche Fernsehen in Deutschland. Daneben engagiert er sich als Medienpädagoge in der Hamburger Medienwerkstatt „Die Motte“.

## Filmografie (Auswahl)
- 2014: Die Rückkehr der Kohle
- 2015: Abgefackelt
- 2015: Todschick. Die Schattenseiten der Mode